# فیالراون
فیالراون (انگلیسی: Fjällräven) شرکت خرده‌فروشی سوئدی است، که در سال ۱۹۶۰ توسط آکه نوردین تأسیس شد.